# Roque Finimondo Valsechi
Roque Finimondo Valsechi, conhecido como Valsechi (Buenos Aires, 8 de setembro de 1922) é um ex-futebolista argentino, que atuou desde 1945 no Brasil.
Valsechi iniciou sua carreira na Argentina, onde jogou pelo  Boca Juniors, tendo assinalado dois gols contra o River Plate em 1940, na Argentina defendeu também outros clubes, transferiu-se, na década de 1940 para o Botafogo, depois transferiu-se para o Atlético MG e mais tarde para o América MG onde obteve os títulos de Campeão Mineiro de 1948 e do Torneio Quadrangular de Belo Horizonte.